# Rosie O'Donnell
Roseann 'Rosie' O'Donnell (Long Island, 21 maart 1962) is een Amerikaans comédienne, actrice en talkshow-presentatrice. 

## Levensloop
O'Donnell brak in 1984 door toen ze als comédienne deelnam aan de talentenjacht Star Search.
Ze kreeg meer dan twintig prijzen toegekend, waaronder een Primetime Emmy Award voor haar rol als presentatrice van de Tony Awards van 1998, in totaal elf Daytime Emmy Awards voor zowel haar presentatie als haar bijdrage aan de productie van haar talkshow The Rosie O'Donnell Show en een American Comedy Award in zowel 1997 voor de The Rosie O'Donnell Show als in 1999 voor haar presentatie van de Tony Awards het jaar daarvoor. 
O'Donnell werd in 1994 daarentegen genomineerd voor de Razzie Award voor slechtste bijrolspeelster.

### Hetze met Trump
In december 2006 bekritiseerde O'Donnell Donald Trump omdat hij een persconferentie had gehouden om Miss USA Tara Conner, die de richtlijnen voor de missverkiezing had overtreden, opnieuw aan te stellen, en beschuldigde hem ervan haar schandaal te gebruiken om "publiciteit te genereren voor de Miss USA Pageant" (waarvan hij de rechten bezit) door aan te kondigen dat hij haar een tweede kans gaf. O'Donnell merkte op dat Trump vanwege diens meerdere affaires en twijfelachtige faillissementen van bedrijven geen morele autoriteit was voor jongeren in Amerika. Ze verklaarde: "Verliet zijn eerste vrouw, had een affaire. Verliet de tweede vrouw, had een affaire - maar hij is het morele kompas voor 20-jarigen in Amerika." 
Als reactie hierop begon Trump een "kwaadaardige" massamediablitz waarin hij in verschillende televisieshows verscheen, hetzij persoonlijk of telefonisch, en dreigde O'Donnell aan te klagen (wat hij nooit deed).
In maart 2025, kort nadat Trump voor een tweede termijn was geïnaugureerd, onthulde O'Donnell in een TikTok-video dat ze in januari met haar kind Clay naar Ierland was verhuisd. O'Donnell vroeg het Ierse staatsburgerschap aan op basis van afstamming. Trump dreigde in juli 2025 het Amerikaanse staatsburgerschap van de in de VS geboren O'Donnell in te trekken.

### Privé
O'Donnell is een openlijke lesbienne en voorvechter van lgbt-rechten. 
O'Donnell was van 2004 tot en met 2008 getrouwd met Kelli Carpenter. Met haar adopteerde ze in 1995 zoon Parker Jaren, in 1997 dochter Chelsea Belle en in 1999 zoon Blake Christopher. Carpenter beviel daarnaast zelf van hun dochter Vivienne Rose in 2002.
Ze trouwde in 2012 met Michelle Rounds, haar tweede echtgenote. Samen met haar adopteerde ze in 2012 dochter Dakota. De twee gingen in 2016 uit elkaar. 
O'Donnell bracht in 2002 haar eerste autobiografische boek uit, getiteld Find Me. Het tweede volgde in 2007, getiteld Celebrity Detox.
O'Donnell kreeg midden augustus 2012 een hartaanval. Ze vertelde dat er een slagaderblokkade was en dat er een stent was ingebracht. Later liet ze via Twitter weten dat ze het op planten gebaseerde dieet van dr. Caldwell Esselstyn omarmde om haar hart verder te ontzien.

## Filmografie
*Exclusief televisiefilms
- Pitch Perfect 2 (2015)
- The Flintstones in Viva Rock Vegas (2000)
- Tarzan (1999, stem)
- Wide Awake (1998)
- The Twilight of the Golds (1996)
- A Very Brady Sequel (1996)
- Harriet the Spy (1996)
- Beautiful Girls (1996)
- Now and Then (1995)
- Exit to Eden (1994)
- The Flintstones (1994)
- I'll Do Anything (1994)
- Car 54, Where Are You? (1994)
- Fatal Instinct (1993)
- Another Stakeout (1993)
- Sleepless in Seattle (1993)
- A League of Their Own (1992)

## Televisieseries
Beverly Hills 90210 Seizoen 3 Aflevering 12 - Destiny rides again
- SMILF - Tutu (2017-2019, achttien afleveringen)
- When We Rise - Del Martin (2017, twee afleveringen)
- Mom Jeanine (2016, twee afleveringen)
- The Fosters - Rita Hendricks (2014-2016, vijftien afleveringen)
- Web Therapy (langere versie) - Maxine DeMaine (2012, drie afleveringen)
- Web Therapy (korte versie) - Maxine DeMaine (2011, vier afleveringen)
- Curb Your Enthusiasm - Zichzelf (2005-2011, drie afleveringen)
- Drop Dead Diva - Madeline Summers (2009-2010, vier afleveringen)
- Nip/Tuck - Dawn Budge (2006-2008, vier afleveringen)
- Queer as Folk - Loretta Pye (2005, drie afleveringen)
- Stand by Your Man - Lorraine Popowski (1992, zeven afleveringen)
- Gimme a Break! - Maggie O'Brien (1986-1987, elf afleveringen)

## Talkshows
*Als presentatrice
- The Rosie Show (2011-2012, 94 afleveringen)
- The View (2005-2007, 19 afleveringen)
- The Rosie O'Donnell Show (1996-2002, 1193 afleveringen)